# بطولة شطرنج

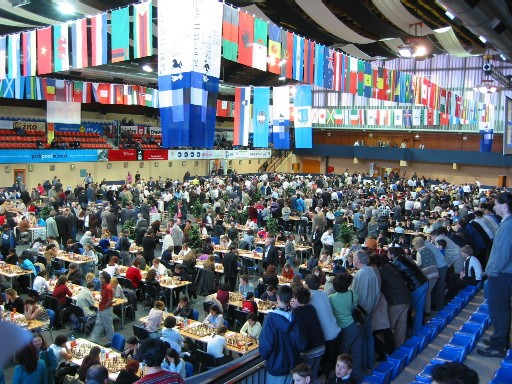
أولمبياد الشطرنج ال 35 بطولة شطرنج كل سنتين

بطولة الشطرنج هي سلسلة من مباريات الشطرنج التي يتم لعبها بشكل تنافسي لتحديد الفائز أو الفريق. منذ أول بطولة دولية للشطرنج في لندن عام 1851، أصبحت بطولات الشطرنج الشكل القياسي لمنافسة الشطرنج بين اللاعبين الجادين.
تشمل بطولات الشطرنج الأكثر شهرة للمنافسة الفردية دورة ليناريس الدولية للشطرنج (توقفت الآن) وبطولة تاتا ستيل للشطرنج. أكبر بطولة فريق للشطرنج هي أولمبياد الشطرنج، حيث يتنافس اللاعبون مع منتخب بلادهم بنفس طريقة الألعاب الأولمبية. منذ الستينيات، دخلت شطرنج الحاسوب من حين لآخر في البطولات البشرية، لكن هذا لم يعد شائعًا.
يتم تنظيم وحكم معظم بطولات الشطرنج وفقًا لكتيب الاتحاد الدولي للشطرنج (FIDE)، والذي يقدم إرشادات وقواعد تنظيم البطولات. تقام بطولات الشطرنج بشكل أساسي إما في دورة روبن، النظام السويسري أو خروج المغلوب لتحديد الطرف الفائز.

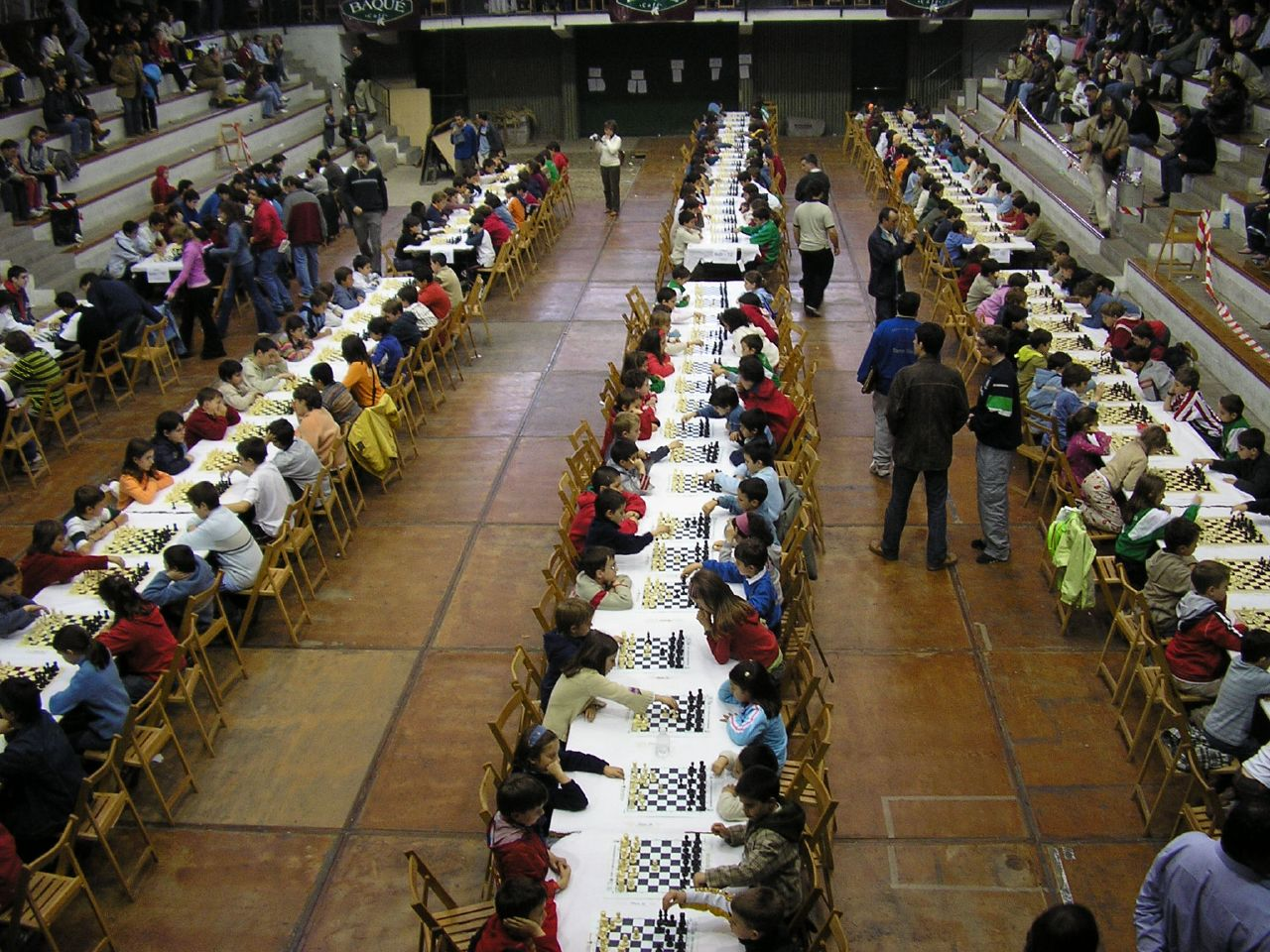
بطولة الشطرنج الكبيرة للشباب في اسبانيا

## تاريخ

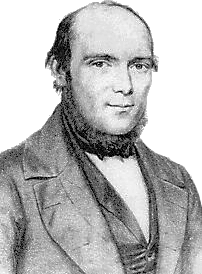
أدولف أندرسن

على الرغم من أن الشطرنج قد تم تأسيسه منذ حوالي 1475، فإن البطولة الأولى (بمعنى المسابقات المنظمة) أقيمت في ليدز عام 1841. كانت هناك دورة خروج المغلوب في لندن عام 1849 وبطولة في أمستردام عام 1851. أقيمت أول بطولة دولية للشطرنج في لندن عام 1851. أقيمت بطولة لندن 1851 خلال «المعرض الكبير» ، وستكون بمثابة دليل لقائمة أقوى دوريات الشطرنج في المستقبل. لم تُظهِر البطولة الحاجة إلى ضوابط الوقت فحسب، بل أظهرت أيضًا بوضوح عيوب تنسيق البطولة. وفاز بها أدولف أندرسن من ألمانيا، الذي أصبح يعتبر أفضل لاعب شطرنج في العالم نتيجة لذلك.
زاد عدد بطولات الشطرنج الدولية بسرعة بعد ذلك. بحلول نهاية خمسينيات القرن التاسع عشر، أقيمت بطولات الشطرنج في برلين وباريس ومانشستر ونيويورك وسان فرانسيسكو وبرمنغهام وفيينا. بنهاية الحرب العالمية الثانية كان هناك 24 بطولة دولية للشطرنج كل عام، وبحلول عام 1990 كان هناك أكثر من ألف بطولة. وفي شهر مارس من عام 2023، استضافت المملكة العربية السعودية بطولة آسيا للشطرنج حيث أقيمت في مدينة الرياض وبالنظام السويسري. وانتهت بفوز اللاعب الإماراتي سالم عبدالرحمن.
|  |  |